# Epiboksidin
Epiboksidin je hemijsko jedinjenje koje deluje kao parcijalni agonist na neuronskim nikotinskim acetilholinskim receptorima. Ono se vezuje za α3β4 i α4β2 nikotinske acetilholinske receptore. Ovaj ligand je razvijen kao manje toksični analog potentnog alkaloida epibatidina, koji ima oko 200 puta jače analgetsko dejsvo od morfina, ali uzrokuje ekstremno opasne toksične nuspojave.
Epiboksidin je oko deset puta manje potentan od epibatidina kao α4β2 agonist, i jednako je potentan kao α3β4 agonist. On ispoljava desetinu analgetske moći epibatidina, ali je znatno manje toksičan.